# Короткорылая атерина
Короткорылая атерина, или атлантическая атерина (лат. Atherina hepsetus), — вид лучепёрых рыб семейства атериновых (Atherinidae). Распространены в восточной части Атлантического океана, встречаются в Средиземном и Чёрном морях. Морские пелагические стайные рыбы. Тело удлинённое, несколько сжато с боков, длина до 20 см.

## Описание
Тело удлинённое, несколько сжато с боков, покрыто циклоидной чешуёй. Чешуя мельче, чем у южноевропейской атерины, поперечных рядов чешуй 59—65. Рот большой, на обеих челюстях мелкие многорядные зубы. На нёбной кости зубов нет. Длина головы укладывается более, чем в 4 раза в общую длину тела. Задний край верхней челюсти не заходит за вертикаль, проходящую через передний край глаза. На первой жаберной дуге 30—31 жаберных тычинок. В первом спинном плавнике 7—10 жёстких неветвистых гибких лучей. Во втором спинном плавнике 1 жёсткий и 10—12 мягких лучей. В анальном плавнике 1 колючий и 11—13 мягких лучей. Грудные плавники не достигают оснований брюшных плавников.Хвостовой плавник раздвоенный. Позвонков 53—57.
Спина серовато-зелёная. Вдоль средней части тела от головы до хвостового плавника проходит серебристая полоса. Ширина полосы превышает ширину одного ряда чешуй. Над ней проходит голубая линия. Брюхо серебристо-белое.
Максимальная длина тела 20 см, обычно до 15 см.

## Биология
Морские стайные пелагические рыбы. Обитают преимущественно в открытых водах в верхних слоях воды. Питаются планктонными ракообразными, а в лагунах — бентосными беспозвоночными.

### Размножение
Впервые созревают в возрасте 2 лет. Для нереста подходят ближе к берегам. В районе Карадага нерестятся с апреля по июнь, а в Средиземном море у берегов Франции и Италии — с декабря по май. Вымётывают несколько порций икры. Плодовитость варьируется от 100 до 4900 икринок в зависимости от размера самок. Икра сферической формы с нитевидными выростами. С помощью этих выростов икринки скрепляются между собой и прикрепляются к водной растительности. Личинки пелагические. Продолжительность жизни 3—4 года.

## Ареал
Распространены в восточной части Атлантического океана от Испании до Марокко, включая Мадейру и Канарские острова. Встречаются в Средиземном, Мраморном и Чёрном морях. Заходят в опреснённые лагуны и эстуарии рек.

## Хозяйственное значение
Промысловое значение невелико. Промысел ведётся закидными неводами, донными и разноглубинными тралами, жаберными сетями. 